# Moustapha Diagne
Pour les articles homonymes, voir Diagne.
Mouhamed El Moustapha Diagne est un homme politique sénégalais qui est ministre de l’Économie, des Finances et du Plan de juillet 1998 à avril 2000, dans le gouvernement de Mamadou Lamine Loum, pendant le dernier mandat présidentiel d'Abdou Diouf.